# 马泡瓜
马泡瓜（學名：Cucumis melo var. agrestis）为短毛甜瓜（薄皮甜瓜）的一个变种。